# Liolaemus curicensis
Liolaemus curicensis — вид ігуаноподібних ящірок родини Liolaemidae. Ендемік Чилі. Описаний у 2014 році.

## Поширення і екологія
Liolaemus curicensis мешкають в Чилійських Андах, в регіонах О'Хіггінс, Сантьяго, Мауле. Вони живуть на скелястих схилах гір, місцями порослих чагарниками. Зустрічаються на висоті від 900 до 2600 м над рівнем моря. Живляться безхребетними, є живородними.